# Umayma Buazizi
Umayma Buazizi es una deportista tunecina que compitió en taekwondo. Ganó una medalla de bronce en el Campeonato Africano de Taekwondo de 2014 en la categoría de +73 kg.

## Palmarés internacional
| Campeonato Africano | Campeonato Africano | Campeonato Africano | Campeonato Africano |
| Año                 | Lugar               | Medalla             | Categoría           |
| ------------------- | ------------------- | ------------------- | ------------------- |
| 2014                | Túnez (Túnez)       | Medalla de bronce   | +73 kg              |